# Šventoji
Šventoji (în letonă Sventāja) este un mic oraș - stațiune de pe coasta Mării Baltice în Lituania. Administrativ face parte din municipiul Palanga. Populația totală a orașului Šventoji în anul 2012 a fost de 2631 de locuitori. Orașul se află la aproximativ 12 km nord de centrul Palanga și aproape de granița cu Letonia. Mai la nord de oraș se află Būtingė și terminalul său petrolier. Râul Šventoji se varsă în Marea Baltică în zona orașului. Orașul are, de asemenea, un faimos far maritim, situat la 780 de metri față de mare. Înălțimea sa este de 39 de metri. Orașul este o stațiune de vară populară pentru familii, în timpul verii dispune de numeroase cafenele, restaurante și diverse atracții pentru vizitatori. 
Šventoji este un important loc arheologic, deoarece cele mai vechi obiecte găsite datează din jurul anului 3000 î.Hr. Este un fost sat de pescuit transformat acum într-un oraș turistic. Orașul s-a străduit întotdeauna să dezvolte un port, care trebuia să concureze cu Klaipėda și Liepāja aflate în apropiere. Un port mai mare a fost construit în a doua jumătate a secolului al XVII-lea, mai ales din 1679, când a fost închiriat comercianților englezi. A fost distrus însă în 1701 în timpul Marelui Război al Nordului. În timpul Imperiului Rus (1795-1915), portul a fost lăsat de izbeliște. 
În 1919, după desființarea Imperiului Rus, Šventoji a devenit parte a Letoniei, la fel ca și restul Guberniei Courland. În 1921, orașul a fost transferat pașnic Lituaniei ca urmare a unui tratat lituaniano-leton.
După transferul teritorial, orașul a devenit extrem de important pentru Lituania ca fiind unul dintre puținele sale puncte de acces la mare. Portul maritim a început să se dezvolte din nou: au fost construite două diguri, dar acestea erau acoperite frecvent în nisip. 
Astfel, nu s-a transformat niciodată într-un port mai mare, deși Šventoji a fost pentru scurt timp vital pentru Lituania în scurta perioadă dintre ocupația germană a regiunii Klaipėda (în martie 1939) și integrarea Lituaniei în Uniunea Republicilor Sovietice Socialiste (în iunie 1940). 

## Persoane notabile din Šventoji
- Evaldas Kairys (născut în 1990), jucător profesionist de baschet